# 韓国鉄道9501系気動車

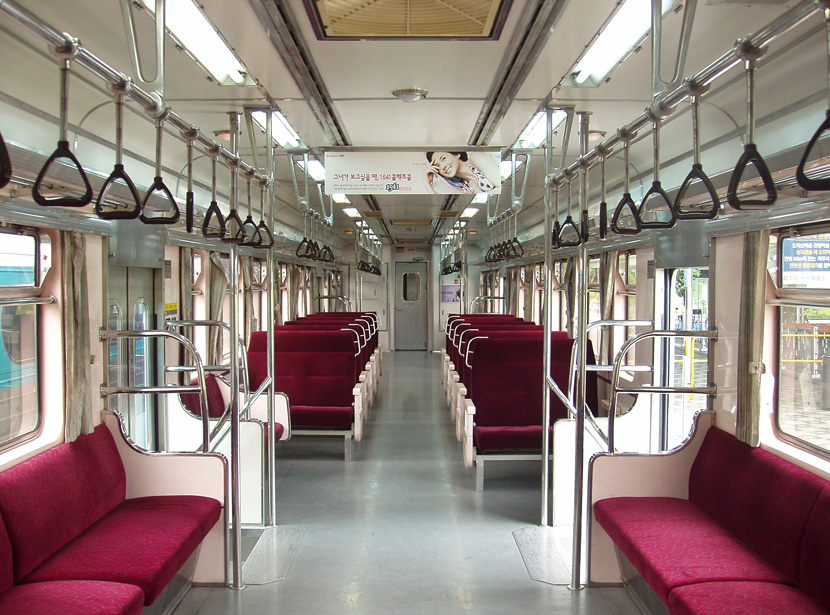
車両内部

9501系気動車（9501けいきどうしゃ）は、韓国鉄道公社（旧鉄道庁）の気動車。CDC (Commuter Diesel Car) と言う愛称がある。通勤列車とムグンファ号及び、「海列車（바다열차、바다列車、パダヨルチャ）」、「平和列車（ピョンファヨルチャ、DMZ-Train）」に使用されている。2023年12月18日をもって運用を終了した。

## 車両概要
1996年から1999年までに131両が大宇重工業で生産された。先頭車9501形と中間車9601形で構成され、3 - 5両編成で運用される。
車体は前面形状・側面窓などが1000系電車後期型に類似しており、片側2箇所に両開きドアが設置され、低いホーム用にステップがあるので、ドア付近だけ車体壁が下へ飛び出している。
ドア付近はロングシート、ドア間と車端部はクロスシートである。クロスシート部は初期車は4人がけボックスシートであったが、後期車は2人がけ転換クロスシートとなった。また、初期車は前面ガラスが1枚なのに対し、5両編成登場時からは中央で区分された2枚ガラスとなっている。トイレは両形式とも1箇所ある。液体式変速方式で最高速度は120km/h。
KORAILでは自社路線について、電化および広域電鉄化に方針を切り替えたため、本形式を最後に気動車の新造・導入を行っていない。
- 9501型（9501 - 65）

座席定員66名、エンジン1機（NTA855RI 315馬力）発電機1機
- 9601型（9601 - 66）

座席定員80名、エンジン2機
- ムグンファ号へ改造された車両は9000型・9100型へ改番。鉄道ファン、KORAIL社内では、RDC(Refubished Diesel Car)と呼ばれる。

## 運用

### トンイル号・通勤列車
1996年4月1日にトンイル号（現在の通勤列車）の都市通勤列車として、東海南部線の釜山駅 - 海雲台駅（現・新海雲台駅）間に3両編成が投入され、ついで大邱線・東海南部線（大邱 - 浦項）、群山線・全羅線（群山 - 益山 - 全州）、郊外線（ソウル・新村 - 議政府）、鎮海線（馬山 - 統海）、慶全線（釜山 - 馬山）に投入された。またポスコ（浦項製鉄所）通勤専用に4両編成が浦項地区に投入された。
続いて1997年6月16日より、9601型を3両挟んだ5両編成を京元線（議政府 - 新炭里）に投入し、客車ピドゥルギ号を置き換えた。それまでの車両が国鉄標準の白・黄・緑の塗装だったのに対し、5両編成は花柄をあしらった塗装で登場した（その為、塗色から「花柄列車」と呼ばれる）。5両編成は京義線にも投入されて客車トンイル号を置き換え、ソウル近郊に残る客車ローカル列車を淘汰した。
後期には海をモチーフにした「波」「いるか」「かもめ」、1998年製造車両は「韓国鉄道100年マーク」が塗装され登場し、湖南線・慶全線（木浦 - 光州・順天・麗州、順天 - 晋州）に投入された。これらは編成ごとに色分けされて登場したものの、検査などによって編成は散らばってしまい、模様が1両ごとに違う列車も珍しくなくなった。現在ではCI変更によって塗色が変更され、KORAIL仕様の塗り分けに統一されている。
登場から5年足らずで全国に勢力を張ったが、電化の進展や運行系統の整理、利用者の伸び悩みなどで通勤列車の運用は減少し、2007年までにソウル近郊を除くほとんどの区間から撤退した。
2023年12月18日に当列車で運行されていた光州線の光州松汀 - 光州間の通勤列車(愛称:光州シャトル)から撤退し、運用を終了した。

### 観光列車

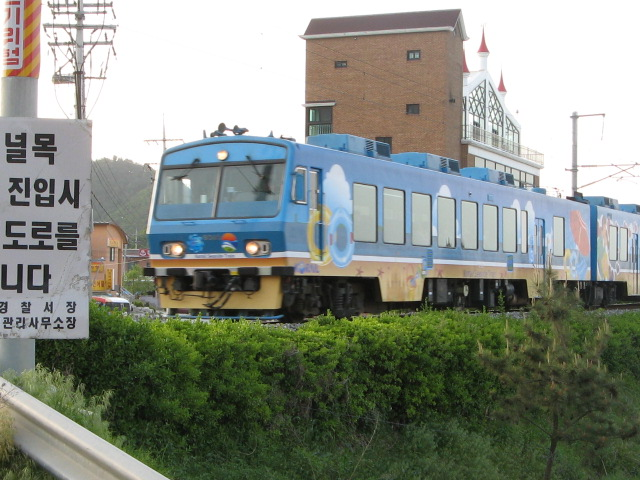
9501系「海列車」

通勤列車の運用削減が行われ、余剰となった車両が増えたことにより、このうち3両1編成が観光列車用に改造を受け、2007年7月25日から嶺東線の江陵駅と三陟線の三陟駅を結ぶ観光列車「海列車」として運行を開始した。
改造点は、ドアの片側1箇所削減および座席化、側面窓の拡張、座席を海側窓へ向く形に配置（2人がけ2列）、各車両に1室ずつ2人用個室を設置、などである。車体も海をイメージしたイラストへ一新されている。全車両座席指定で、3両のうち2両が「特室」（日本JRのグリーン車相当）扱い、1両が一般室となっている。2014年に1両が追加改造され、1月4日より4両で運行している。
また、2014年5月4日から、京義線の通勤列車を置き換える形で、非武装地帯の観光を目的とした「平和列車」（DMZ-train）に改造して、運行を開始した。同年8月1日からは、京元線でも運行を開始した。

### ムグンファ号

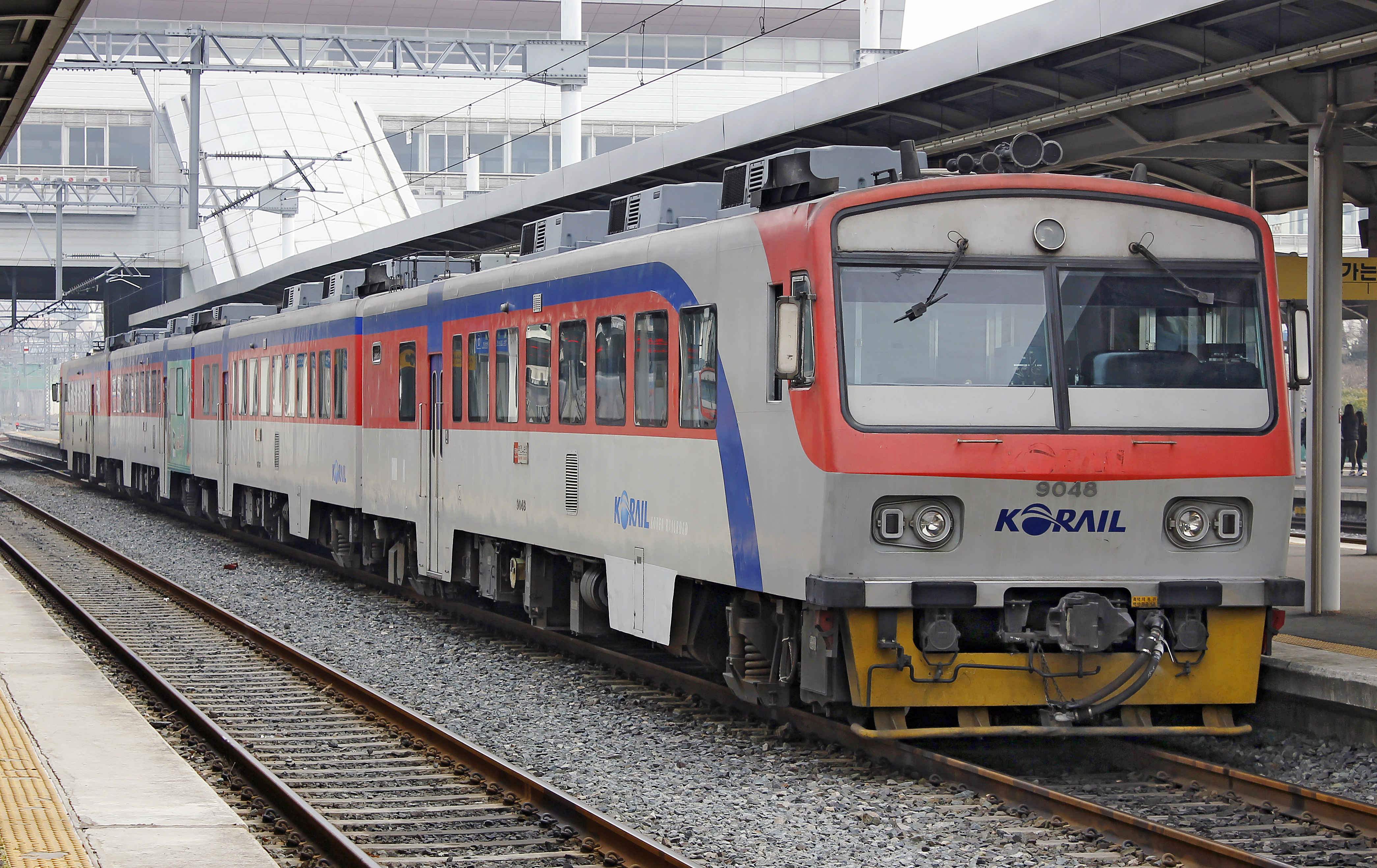
ムグンファ号へ改造された9501系気動車

余剰となった一部編成はムグンファ号気動車NDC（9211系気動車）の老朽置き換えのために改造された。車体概観は海列車に準じた改造で、ドア片側1箇所削減、窓の大型化、座席のリクライニングシート化、塗装の変更などが行われた。2008年4月15日より京釜線・慶全線で運行を開始した。
2009年2月現在、余剰となった車両に対するムグンファ号への改造工事が進行している。最初に改造された1編成 (9562-9665-9563)を除いて車両番号が9500・9600号台から9000・9100号台へ改番されている。最終的には4両編成20本が出揃う予定。
この改造車両に対しては「改造型ムグンファ動車」（개조형 무궁화 동차/改造型 無窮花 動車/Gaejohyeong Mugunghwa dongcha/Kaechohyŏng Mukunghwa tongch'a）、RDC (Refurbished Diesel Car)という愛称がある。

### 過去の使用線区
ムグンファ号
- 京釜線・慶全線（大邱 - 馬山・釜田 - 馬山 - 順天 - 光州松汀 - 光州)
- 京釜線・大邱線・中央線・東海線（東大邱 - 浦項・釜田 - 太和江 - 慶州 - 浦項）
- 全羅線（益山 - 全州 - 順天 - 麗水エキスポ）

観光列車
- 嶺東線・三陟線「海列車」
- 京義線・京元線「平和列車（DMZ-Train）」

通勤列車
- 京元線
- 郊外線
- 湖南線
- 慶全線
- 全羅線
- 東海南部線
- 鎮海線
- 群山線
- 大邱線
- 光州線（光州松汀 - 光州）
- 中央線

## 廃車
法で定められた耐久年数（25年）が到来していること、また排ガス規制が強化されていることから、順次廃車が進められている。そのため、海列車、光州線の通勤列車等、代替車両が確保できずに廃止となっている。

## 9501系が登場する作品
韓国で製作されたアニメーション「チビ列車ティティポ」ではこの車両をモデルにしたブンブンという名前のキャラクターが登場するが、実車にある後ろ寄りの乗降用ドアがなかったり、前部連結器が格納式になっていたりと実車と異なる部分が幾つか見受けられる。